# Super Fly (colonna sonora)
Super Fly è il terzo album in studio di Curtis Mayfield, colonna sonora dell'omonimo film.

## Descrizione
All'inizio degli anni Settanta, Curtis Mayfield fonda l'etichetta indipendente Curtom Records con l'intento di sperimentare nuovi generi e toccare temi politici particolarmente scottanti per l'epoca.
Super Fly è la seconda opera auto prodotta. Seguendo la strada del collega Isaac Hayes, Curtis Mayfield realizza il commento sonoro di un film appartenente al genere blaxploitation. Lungometraggio b-movie, la pellicola incassa più di 6 milioni di dollari, merito, soprattutto, della soundtrack.

## Accoglienza
Ritenuto uno dei migliori lavori dell'artista americano, è considerato dalla critica un punto di rottura che, insieme al sound di Stevie Wonder e Marvin Gaye, ha generato la corrente funk.
Sul portale Ondarock.it è recensito come: «Un disco affollato di bellissimi e forsennati ritmi, eccellenti melodie e testi decisamente unici. Un disco profondamente black ma anche, in un certo senso, cantautorale».
La prestigiosa rivista Rolling Stone ha inserito il seguente disco fra i 500 album più belli di sempre.

## Tracce
1. Little Child Runnin' Wild – 5:23
2. Pusherman – 5:03
3. Freddie's Dead – 5:27
4. Junkie Chase – 1:36
5. Give Me Your Love – 4:20
6. Eddie You Should Know Better – 2:16
7. No Thing on Me – 4:53
8. Think – 3:43
9. Super Fly – 3:55

## Formazione
- Curtis Mayfield: voce, chitarra elettrica
- Phil Upchurch: chitarra elettrica
- Master Henry Gibson: percussioni
- Morris Jennings: batteria
- Joseph Lucky Scott: basso elettrico